# Lăpugiu de Jos
Lăpugiu de Jos is een Roemeense gemeente in het district Hunedoara.
Lăpugiu de Jos telt 1609 inwoners.